# موز بنفش
موز بنفش (نام علمی:Musa violascens) نام یک گونه از سرده موز متعلق به تیره میوزیشی است.